# Yola subopaca
Yola subopaca är en skalbaggsart som beskrevs av Régimbart 1895. Yola subopaca ingår i släktet Yola och familjen dykare. Inga underarter finns listade i Catalogue of Life.